# Liste der Monuments historiques in Gerberoy
Die Liste der Monuments historiques in Gerberoy führt die Monuments historiques in der französischen Gemeinde Gerberoy auf.

## Liste der Bauwerke
| Bezeichnung                      | Beschreibung              | Standort | Kennzeichnung | Schutzstatus | Datum | Bild           |
| -------------------------------- | ------------------------- | -------- | ------------- | ------------ | ----- | -------------- |
| Ehemalige Mühle                  |                           | (Lage)   | PA00114585    | Inscrit      | 1986  | weitere Bilder |
| Ehemalige Stiftskirche St-Pierre | Erbaut im 11. Jahrhundert | (Lage)   | PA00114702    | Inscrit      | 1984  | weitere Bilder |

## Liste der Objekte
- Monuments historiques (Objekte) in Gerberoy in der Base Palissy des französischen Kultusministeriums